# Герб Мирного (Скадовський район)
Герб Мирного  — офіційний символ смт. Мирне Каланчацького району, затверджений рішенням сесії селищної ради.

## Опис
На золотому щиті срібний елеватор з вежею справа, обтяженою снопом пшениці, на елеваторі розтята чорним і срібним шестерня з чорними зубцями, в центрі шестерні розтяте коло змінних тинктур. Над елеватором летить срібний голуб із зеленою гілкою в дзьобі.